# College World Series
La Serie Mundial Universitaria (CWS) es un torneo de béisbol anual que se celebra en junio en Omaha, Nebraska. El CWS es  culminación del béisbol de División I de la NCAA. El torneo presenta 64 equipos en la primera ronda y determina quien es el campeón nacional.

## Historia
Desde 1950, la Serie Mundial Universitaria (CWS) ha sido albergada en Omaha, Nebraska. Fue celebrada en el Rosenblatt Stadium desde 1950 hasta 2010; Desde 2011, se juega en el Charles Schwab Field Omaha.

## Récords
Más Campeonatos NCAA
| N.º | Universidad         | Títulos | Años                                                                   |
| --- | ------------------- | ------- | ---------------------------------------------------------------------- |
| 1   | Southern California | 12      | 1948, 1958, 1961, 1963, 1968, 1970, 1971, 1972, 1973, 1974, 1978, 1998 |
| 2   | LSU                 | 8       | 1991, 1993, 1996, 1997, 2000, 2009, 2023, 2025                         |
| 3   | Texas               | 6       | 1949, 1950, 1975, 1983, 2002, 2005                                     |
| 4   | Arizona State       | 5       | 1965, 1967, 1969, 1977, 1981                                           |
| 5   | Miami               | 4       | 1982, 1985, 1999, 2001                                                 |
| 5   | Cal State Fullerton | 4       | 1979, 1984, 1995, 2004                                                 |
| 5   | Arizona             | 4       | 1976, 1980, 1986, 2012                                                 |
| 8   | Minnesota           | 3       | 1956, 1960, 1964                                                       |
| 8   | Oregon State        | 3       | 2006, 2007, 2018                                                       |
| 10  | California          | 2       | 1947, 1957                                                             |
| 10  | Michigan            | 2       | 1953, 1962                                                             |
| 10  | Stanford            | 2       | 1987, 1988                                                             |
| 10  | Oklahoma            | 2       | 1951, 1994                                                             |
| 10  | South Carolina      | 2       | 2010, 2011                                                             |
| 10  | Vanderbilt          | 2       | 2014, 2019                                                             |